# Sierra de los Tuxtlas
La sierra de los Tuxtlas (monts Tuxtlas) est une ceinture volcanique qui borde la côte septentrionale de l'État de Veracruz au centre de la partie méridionale du golfe du Mexique. Les sommets de la région comprennent le volcan Santa Marta et le volcan San Martín Tuxtla, dépassant tous les deux 1 600 mètres d'altitude. San Martín Tuxtla est le seul volcan ayant été récemment actif dans la sierra. Il a été en éruption en 1664 et de nouveau en mai 1793. C'est un volcan bouclier alcalin avec un sommet d'un kilomètre de diamètre. On y trouve aussi d'autres volcans éteints moins hauts comme San Martin Pajapan (1 160 mètres) et le cerro El Vigia (800 mètres). Des centaines de petits cônes volcaniques sont répandus dans toute la sierra.

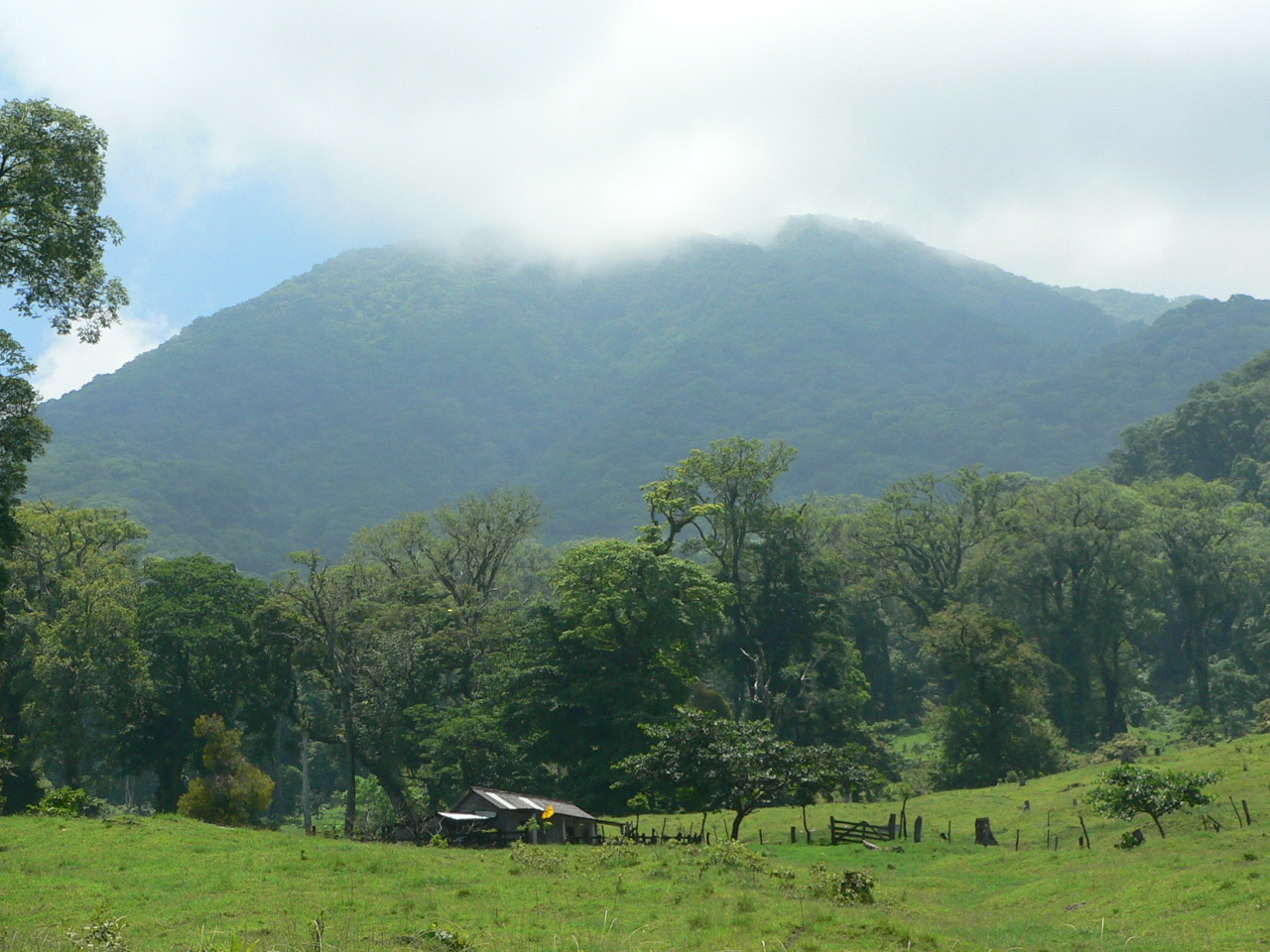
Vue du San Martin Tuxtla

La partie haute des volcans Santa Marta et San Martín Tuxtla est couverte d'une forêt humide néotropicale, tandis que les parties inférieures sont recouvertes de pâturages chétifs. La sierra de Los Tuxtlas abrite toute la réserve de biosphère de Los Tuxtlas.
Ces volcans sont une anomalie dans la région. Ils sont en effet séparés du plus proche volcan de la cordillère Néovolcanique, située plus à l'ouest, d'environ 250 km et de la ceinture volcanique d'Amérique centrale, au sud-est, de près de 330 km.
Au sein de cette formation géologique se trouve la lagune de Catemaco (es), un lac d'origine volcanique.